# Leonie Frieda
Leonie Frieda est une traductrice et écrivaine suèdo-britannique, née en 1956 en Suède. Elle est la fille d'un couple d'aristocrates suédois.

## Biographie
Leonie Frieda est née en 1956, en Suède. Elle grandit en Grande-Bretagne, en Allemagne et en France. Elle est polyglotte.
À 30 ans, elle se marie au producteur de musique, Nigel Frieda (en), avec qui elle a deux enfants, Elizabeth et Jake. En 1997, le couple divorce.

## Adaptation
- The Serpent Queen, mini-série américaine créée par Justin Haythe (2022), est l'adaptation de Catherine de Medici: Renaissance Queen of France.